# خاربه خاربه (مسرحية)
خاربه خاربه مسرحية كويتية كوميدية عرضت على مسرح نقابة العمال بميدان حولي، وعرضت في قطر على مسرح سينما الخليج.
تدور أحداث المسرحية في بيت عائلة مكونة من زوج (طارق العلي) وزوجة (هيا الشعيبي) وثلاث أبناء، حيث يتزوج الأب والأم بعد طلاقهم من أزواج آخرين في نفس البيت، مما يسبب المواقف الطريفة التي تحدث بينهم

## ادوار البطولة
- طارق العلي
- عبد الرحمن العقل
- هيا الشعيبي
- مي البلوشي
- فرحان العلي
- شهاب حاجيه
- محمد باش
- فهد البناي
- نواف نجم
- سلطان العلي
- محمد الوزير
- محمد تقي